# Saison 3 de K 2000
Cet article présente le guide des épisodes de la troisième saison de la série télévisée K 2000.
Chronologie
Saison 2 Saison 4

## Épisode 1:Le Roi des robots [1/2]
- États-Unis : 30 septembre 1984

## Épisode 2:Le Roi des robots [2/2]
- États-Unis : 30 septembre 1984

## Épisode 3:Les Voleurs de diamants
- États-Unis : 7 octobre 1984

## Épisode 4:Toujours plus vite
- États-Unis : 14 octobre 1984

## Épisode 5:Bal costumé
- États-Unis : 28 octobre 1984

## Épisode 6:Le Retour de K.A.R.R.
- États-Unis : 4 novembre 1984

## Épisode 7:Les Bâtards
- États-Unis : 11 novembre 1984

## Épisode 9:Danse mania
- États-Unis : 2 décembre 1984

Jean Hasselhoff, jeune sœur de David Hasselhoff, interprète le rôle de Rosemary, la danseuse.

## Épisode 10:Une nouvelle amitié
- États-Unis : 9 décembre 1984

## Épisode 11:Le Caméléon
- États-Unis : 30 décembre 1984

## Épisode 12:Meurtre sur mesure
- États-Unis : 6 janvier 1985

## Épisode 13:Le Démon noir
- États-Unis : 13 janvier 1985

## Épisode 14:Pauvre K.I.T.T.
- États-Unis : 3 février 1985

## Épisode 15:Auto-défense
- États-Unis : 10 février 1985

## Épisode 16:L'Éducation de Billy
- États-Unis : 3 mars 1985

## Épisode 17:Le19etrou
- États-Unis : 10 mars 1985

## Épisode 18:Le Cristal noir
- États-Unis : 17 mars 1985

## Épisode 19:Esprit de famille
- États-Unis : 24 mars 1985

- Diane MacBain
- Robert Hogan
- Jamie Cromwell
- Babette Props
- Chris MacDonald
- Bruce Neckels
- Ji-tu Cumbuka
- Darwin Joston

## Épisode 20:La Retraite de Miss Missile
- États-Unis : 29 mars 1985

## Épisode 21:Belle mais pas bête
- États-Unis : 5 avril 1985

## Épisode 22:Quel cirque!
- États-Unis : 5 mai 1985